# جوزيه ماتا ماتا
جوزيه ماتا ماتا (بالإنجليزية: Jose Mata)‏ هو دي جيه ومنتج أسطوانات أمريكي، ولد في 22 سبتمبر 1979.